# Daniel Talbot
Daniel Danny Talbot (Salisbury, 1 mei 1991) is een Brits sprinter. Hij nam tweemaal deel aan de Olympische Zomerspelen, maar bleef hierbij medailleloos.

## Biografie
Op de Europese kampioenschappen atletiek 2012 behaalde Talbot de bronzen medaille op de 200 meter. Enkele weken later nam Talbot een eerste maal deel aan de Olympische Zomerspelen. Samen met Christian Malcolm, Dwain Chambers en Adam Gemili nam Talbot deel aan de 4x100 meter estafette. Het team eindigde  aanvankelijk als derde in de serie, genoeg voor directe kwalificatie, maar werd gediskwalificeerd door een wissel buiten het wisselvak van Daniel Talbot op Adam Gemili.
Op de Europese kampioenschappen atletiek 2014 nam Talbot deel aan de 200 meter, waarin hij niet verder kwam dan de halve finale. Hij liep ook mee in de reeksen van de 4x100 meter estafette. In de finale liep hij niet mee. Zijn landgenoten behaalden de Europese titel. Ook op de Europese kampioenschappen atletiek 2016  behaalde Talbot de bronzen medaille. In 2016 nam hij ook deel aan de Olympische Spelen in Rio de Janeiro. Hij kwam uit op de 200 m. Talbot eindigde op de derde plaats in de halve finale waarmee hij zich echter niet kon kwalificeren voor de finale.

## Titels
- Wereldkampioen 4 × 100 m estafette - 2017
- Europees kampioen 4 × 100 m estafette - 2014
- Brits kampioen 200 m - 2014
- Brits indoorkampioen 200 m - 2011
- Europees jeugdkampioen 4 × 100 m estafette - 2013

## Persoonlijke records
Outdoor
| Onderdeel | Prestatie | Datum            | Plaats         |
| --------- | --------- | ---------------- | -------------- |
| 100 m     | 10,14     | 31 mei 2014      | Bedford        |
| 200 m     | 20,25     | 17 augustus 2016 | Rio de Janeiro |

Indoor
| Onderdeel | Prestatie | Datum            | Plaats    |
| --------- | --------- | ---------------- | --------- |
| 60 m      | 6,62      | 8 februari 2014  | Sheffield |
| 200 m     | 20,89     | 13 februari 2011 | Sheffield |

## Palmares

### 200 m
- 2010: 7e in ½ fin WK junioren - 21,19 s
- 2011: 4e EK junioren U23 - 20,71 s
- 2012:  EK - 20,95 s
- 2013:  EK junioren U23 - 20,46 s
- 2014: 6e in ½ fin. EK - 20,62 s
- 2015: 6e in ½ fin. WK - 20,27 s
- 2016:  EK - 20,56 s
- 2016: 3e in ½ fin. OS - 20,25 s

### 4 × 100 m
- 2010: DNF WK junioren
- 2011:  EK junioren U23 - 39,10 s
- 2012: DSQ in de reeksen OS
- 2013:  EK junioren U23 - 38,77 s
- 2014:  Gemenebestspelen - 38,02 s
- 2014:  EK - 37,93 s (Talbot liep alleen de series)
- 2015: DNF WK
- 2017:  WK - 37,47 s

1983 King, Gault, Smith, Lewis ·
1987 McRae, McNeill, Glance, Lewis ·
1991 Cason, Burrell, Mitchell, Lewis ·
1993 Drummond, Cason, Mitchell, Burrell ·
1995 Esmie, Gilbert, Surin, Bailey ·
1997 Esmie, Gilbert, Surin, Bailey ·
1999 Drummond, Montgomery, Lewis, Greene ·
2001 Nagel, du Plessis, Newton, Quinn ·
2003 Capel, Williams, Patton, Johnson ·
2005 Doucouré, Pognon, De Lépine, Dovy ·
2007 Patton, Spearmon, Gay, Dixon ·
2009 Mullings, Frater, Bolt, Powell ·
2011 Carter, Frater, Blake, Bolt ·
2013 Carter, Bailey-Cole, Ashmeade, Bolt ·
2015 Carter, Powell, Ashmeade, Bolt ·
2017 Ujah, Gemili, Talbot, Mitchell-Blake ·
2019 Coleman, Gatlin, Rodgers, Lyles ·
2022 Brown, Blake, Rodney, De Grasse ·
2023 Coleman, Kerley, Carnes, Lyles